# 魔法少女奈葉 The MOVIE 1st
《魔法少女奈葉 The MOVIE 1st》是魔法少女奈葉系列的第一部劇場版動畫，根據系列的電視動畫第一作《魔法少女奈葉》改編，于2010年1月23日公映。

## 概要
此劇場版是根據2004年魔法少女奈葉系列的第一期電視動畫《魔法少女奈葉》（全13話）改編，以原有的故事情節，構筑新的腳本，添加新的設定而成的新製作。2008年7月在《Megami MAGAZINE》第100號的紀念號上公布劇場版的製作決定，原本計劃在2009年公映，但其後推遲到2010年1月。
根據此劇場版所作的漫畫《魔法少女奈葉 The MOVIE 1st THE COMICS》從《Megami MAGAZINE》2009年10月號起連載。
2024年7月8日，官方宣佈對應20週年紀念企劃，首波將本作與續作「魔法少女奈葉 The MOVIE 2nd A's」兩部劇場版再次剪輯成電視動畫版，並於2024年10月開播。

## 角色
- 高町奈葉：田村由香里
- 菲特·泰斯塔羅沙：水樹奈奈
- 尤諾·斯克萊亞：水橋香織
- 艾爾芙：桑谷夏子
- 克羅諾·哈洛溫：高橋美佳子
- 普蕾希亞·泰斯塔羅沙：五十嵐麗
- 艾莉希亞·泰斯塔羅沙：水樹奈奈
- 莉妮絲：淺野真澄
- 艾蜜·里米艾塔：松岡由貴
- 琳蒂·哈洛溫：久川綾

## 製作團隊
- 原作、腳本 - 都築真紀
- 監督 - 草川啓造
- 人物設計、概念設計、總作畫監督 - 奥田泰弘
- 生物設計 - 宮澤努、橋本貴吉
- 分鏡 - 草川啓造、岩井優器、松井仁之、大森英敏、坂田純一、宮澤努
- 演出 - 奥野耕太、小林浩輔
- 作畫監督 - 橋本貴吉、宮澤努、清水祐実、長町英樹、砂川正和、加藤剣、古池敏也、烏宏明、相坂ナオキ、安本学、井畑翔太、大貫望
- 美術監督 - 片平真司
- 色彩設定 - 田崎智子
- 攝影監督、主要演出 - 中山敦史
- 編輯 - 関一彦
- 音響監督 - 明田川仁
- 音樂 - 佐野廣明
- 製作人 - 三嶋章夫、田中辰彌、清水博之
- 動畫製作 - Seven Arcs
- 企劃、製作 - NANOHA The MOVIE 1st PROJECT（國王唱片、Seven Arcs、多玩國、東寶、Aniplex）[4]
- 配給 - Aniplex

## 主題曲
片頭曲「PHANTOM MINDS」
- 作詞：水樹奈奈；作曲：吉木繪里子；編曲：陶山隼；歌：水樹奈奈（King Records）[5]

片尾曲「My wish My love」
- 歌：田村由香里（King Records）

插入曲「Don't be long」
- 作詞、作曲、編曲：矢吹俊郎；歌：水樹奈奈（King Records）[5]

## 相關商品

### 漫畫
魔法少女リリカルなのは MOVIE 1st THE COMICS
1. 2010年6月30日 ISBN 978-4-05-607071-2
2. 2011年3月30日 ISBN 978-4-05-607083-0

## 外部連結
- （日語）魔法少女奈葉 THE MOVIE 1st 官方網頁 （页面存档备份，存于）
- （繁體中文）魔法少女奈葉 The MOVIE 1st 台灣官方網站

| 台灣 Animax 星期六 23:00-01:30 | 台灣 Animax 星期六 23:00-01:30               | 台灣 Animax 星期六 23:00-01:30 |
| ------------------------------ | -------------------------------------------- | ------------------------------ |
|                                | 魔法少女奈葉 The MOVIE 1st （2011年8月13日） |                                |
| 涼宮春日的消失                 | 命運/停駐之夜劇場版                          |                                |